# L'Incognito
 (mai 2025).
Motif : Faible notoriété dans l'ensemble de ce roman. Les chapitres « Analyse » et « Citations » sont des TI.
- Archive Wikiwix
- Bing
- Cairn
- DuckDuckGo
- E. Universalis
- Gallica
- Google
- G. Books
- G. News
- G. Scholar
- Persée
- Qwant
- (zh) Baidu
- (ru) Yandex
- (wd) trouver des œuvres sur Wikidata

| 1. | Préciser le motif de la pose du bandeau. | Précisez le motif de la pose du bandeau en utilisant la syntaxe suivante : {{admissibilité à vérifier\|date=mai 2025\|motif=remplacez ce texte par le motif}}                    |
| 2. | Informer les utilisateurs concernés.     | Pensez à avertir le créateur de l'article, par exemple, en insérant le code ci-dessous sur sa page de discussion : {{subst:avertissement admissibilité à vérifier\|L'Incognito}} |

L'Incognito est un roman d'Hervé Guibert paru en 1989 aux éditions Gallimard.

## Résumé
Hector Lenoir, le narrateur, écrivain, raconte son admission et son arrivée à l'Académie Espagnole, qui ressemble beaucoup à l'Académie de France à Rome, Villa Médicis, où l'auteur passa deux années de sa vie, de 1987 à 1989, d'abord avec son ami de longue date Eugène Savitzkaya, puis avec Mathieu Lindon. Ces ressemblances permettent de parler d'autofiction pour qualifier ce roman. Le narrateur poursuit en faisant une peinture au vitriol des personnes qui gèrent l'Académie, présentées comme peu soucieuses des conditions de vie des pensionnaires.
Le roman, à la chronologie complexe, se divise en de nombreux paragraphes plus ou moins longs où l'écrivain note des moments de sa vie, pour s'en délivrer: ses relations tumultueuses avec les autres pensionnaires à qui il fait des farces parfois cruelles, les visites de ses amis (le peintre Doria: en fait Balthus), ses sorties dans les boîtes gays de Rome (dont une porte le nom d'« Incognito »), ses idées sur la littérature, la réalité et la fiction, et la mort, pour laquelle il éprouve une certaine attirance (Hervé Guibert vient d'apprendre qu'il est atteint du sida au moment de l'écriture).
La fin du roman est le lieu d'un crime sordide sur la personne d'un professeur de latin-grec, Guido Jallo, qui menait une double vie de respectable fonctionnaire le jour et d'homosexuel amateur de jeunes prostitués la nuit. Il a été probablement tué par un de ses amants et Hector Lenoir se plaît à s'imaginer dans le rôle de la victime, comme il pourrait être lui-même celle du Gitan, figure à la fois terrifiante et sublime, à l'image même du désir.

## Analyse
- Un premier niveau de lecture peut se faire du point de vue du narrateur, Hector Lenoir, qui s'est fixé comme but d'écrire "l'histoire de sa vie", sur les quinze dernières années. Une de ses découvertes majeures consiste à prendre conscience que le mensonge "fonctionne" mieux que la vérité, qui n'est pas crue. Il mesure alors la puissance des mots sur les êtres, sentiment qui le mène au vertige.
- Le deuxième niveau de lecture, assez proche du premier, du point de vue de l'auteur, Hervé Guibert, est de dire le réel avec les ressources que donne le roman, la fiction - incognito - en conservant une exigeante sincérité: sincérité des émotions, honnêteté vis-à-vis de soi-même à chaque instant, ce qui fait la force et la singularité de son œuvre.

## Citations
- « Parkinson pense qu'on devrait supprimer les écrivains à l'Académie espagnole, ce sont des faux jetons, ils n'ont l'air de rien, et puis ils témoignent. » (p. 124)
- « Avec le livre j'ai l'impression d'effacer le temps, au fur et à mesure, de plus en plus vite, pour laisser le moins de marge possible entre le temps conscient et le temps perdu de la mort. » (p. 180-181)
- « L'amour de la littérature est aussi un voisinage avec des morts. » (p. 183)